# 닐스 타베르니에
닐스 타베르니에(프랑스어: Nils Tavernier, 1965년 9월 1일 ~ )는 프랑스의 영화 감독이자 배우이다. 아버지는 누벨바그 시대의 감독 베르트랑 타베르니에이다.

## 연출 작품 목록
- 땡큐, 대디(2013)